# Giustino Valmarana
Giustino Valmarana (Vicenza, 28 aprile 1898 – 20 gennaio 1977) è stato un politico italiano.
Eletto all'Assemblea Costituente nelle file della Democrazia Cristiana, venne confermato al Senato nella I, II, III e IV legislatura.

## Biografia
Membro dei Valmarana, celebre famiglia aristocratica vicentina, fu Sottosegretario al Tesoro nei governi Segni I, Scelba e Fanfani I.
Sposato con Amalia Spingardi, era il padre del giornalista, critico e produttore cinematografico Paolo Valmarana.